# Fotografia colorida

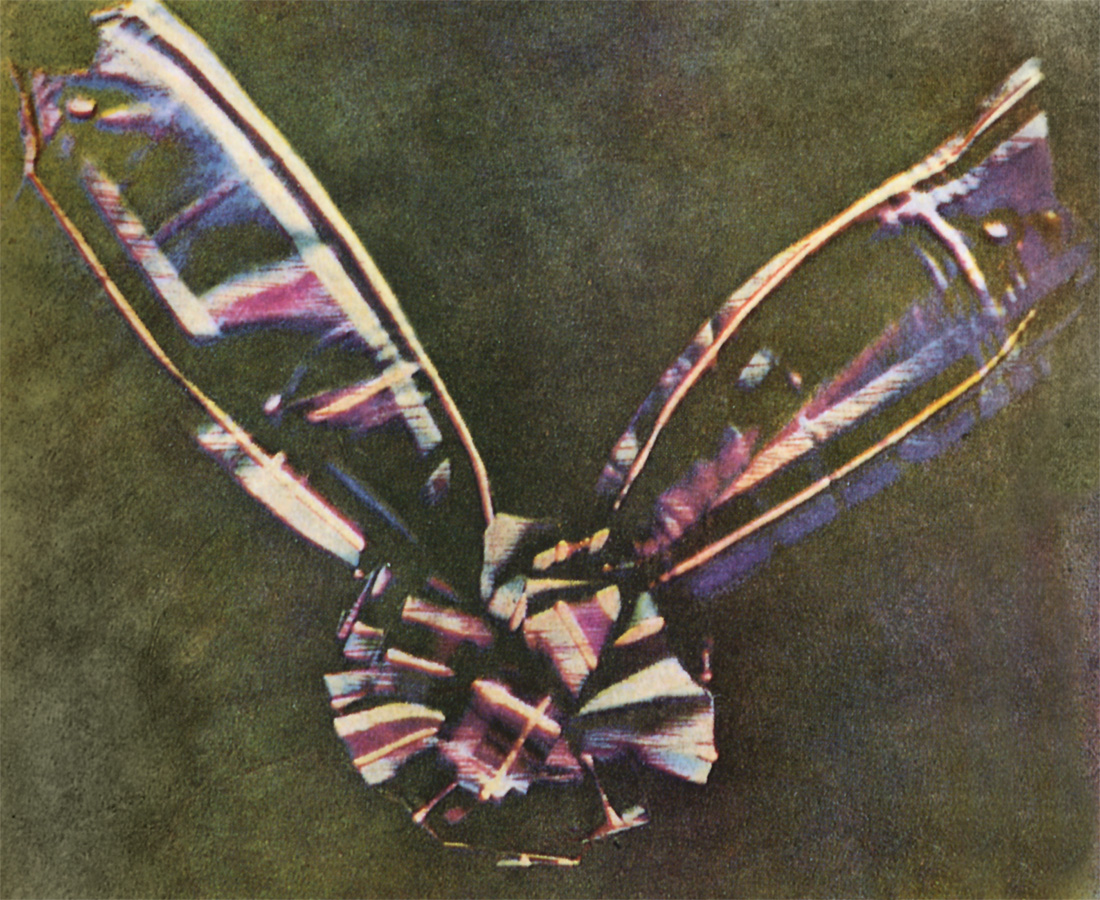
A primeira fotografia colorida, tirada por James Clerk Maxwell em 1861.

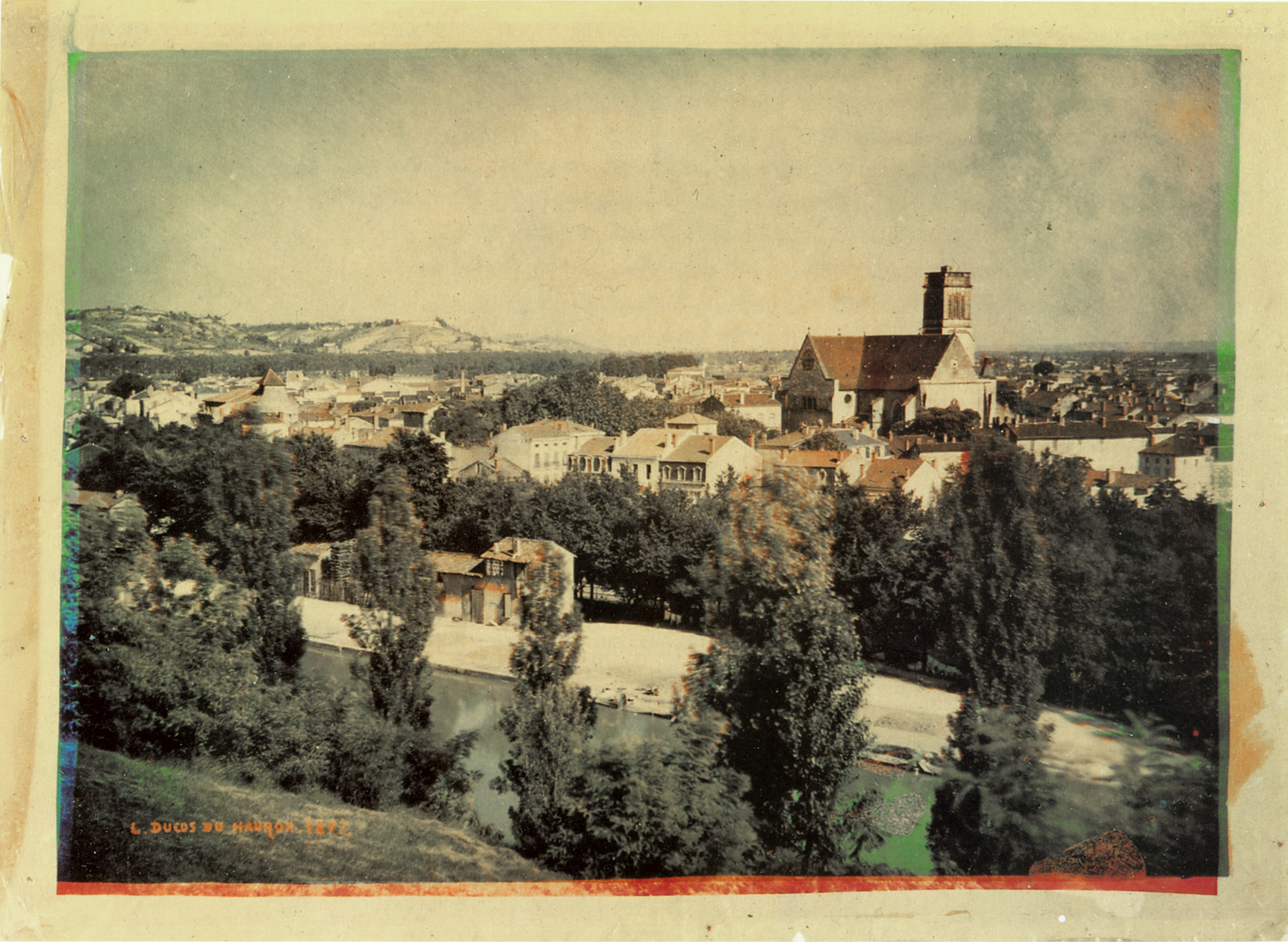
Fotografia colorida datada de 1877.

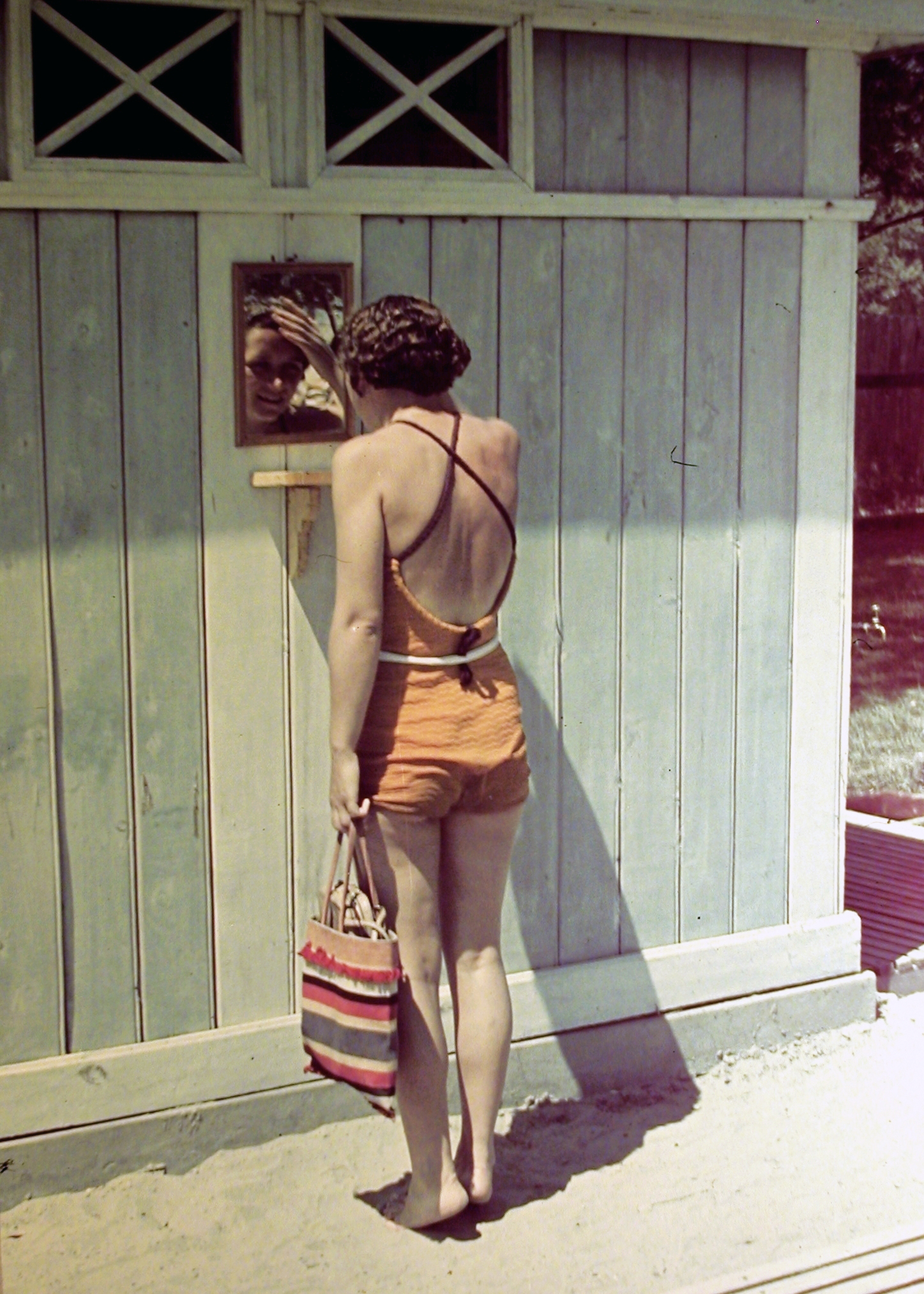
Fotografia colorida, Agfacolor Neu, Hungria, 1939

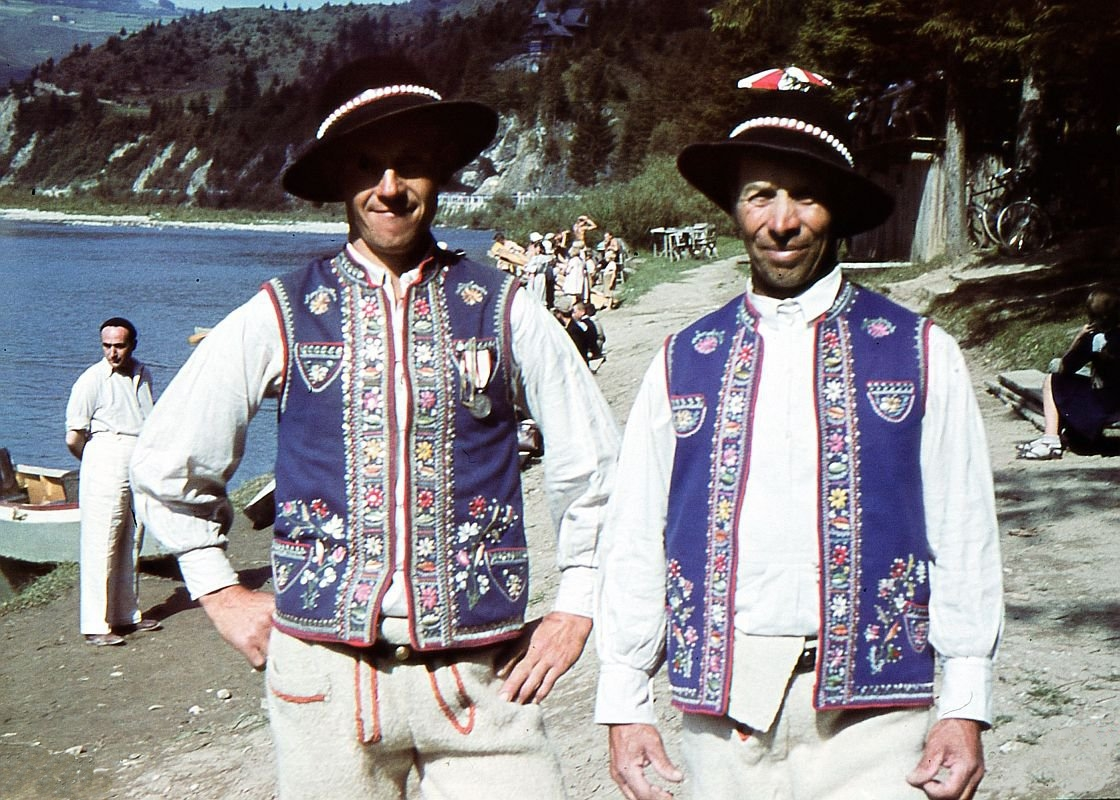
Fotografia colorida, Agfacolor Neu, Polónia, 1939

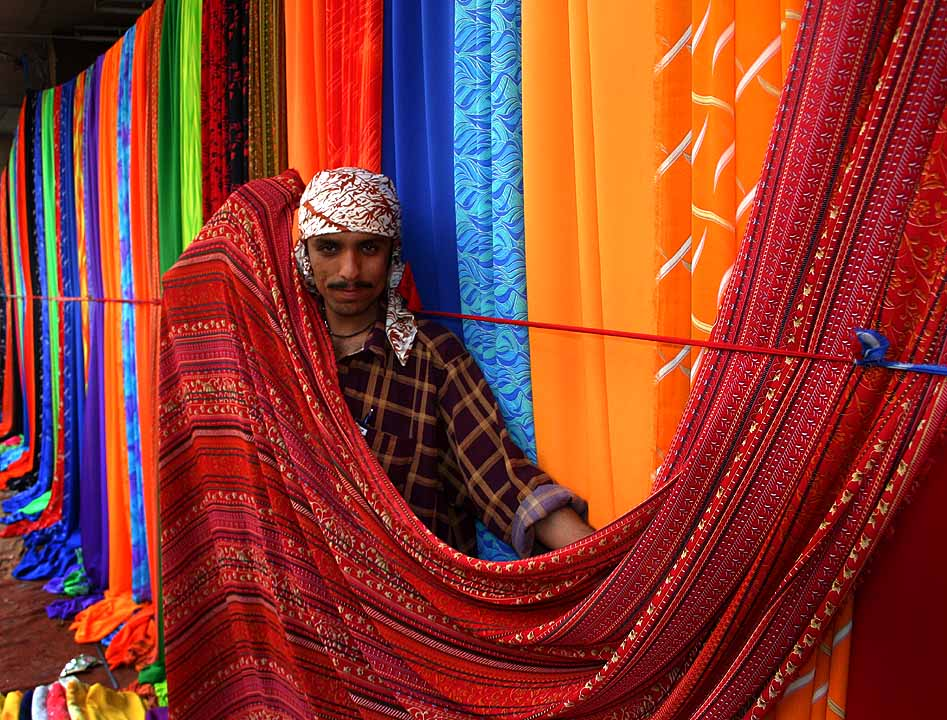
Fotografia colorida atual feita com câmera digital.

Fotografia colorida é a fotografia que reproduz, em mídias impressas ou digitais, as cores reais (sem o uso de filtro) no momento da captura da imagem. Em equipamento "analógico", faz uso de filme colorido, enquanto em equipamento digital, é a programação padrão.

## História
Os experimentos iniciais em cores não puderam fixar a fotografia nem prevenir a cor de enfraquecimento. 
A primeira fotografia colorida permanente foi tirada em 1861 pelo físico James Clerk Maxwell.
O primeiro filme colorido, o Autocromo, não chegou ao mercado antes de 1907 e era baseado em pontos tingidos de extrato de batata. 
O primeiro filme colorido moderno, o Kodachrome, foi introduzido em 1935 baseado em três emulsões coloridas. A maioria dos filmes coloridos modernos, exceto o Kodachrome, são baseados na tecnologia desenvolvida pela Agfacolor em 1936. 
O filme colorido instantâneo foi introduzido pela Polaroid em 1963.
Destacam-se como pioneiros da fotografia em cor, dentre outros, Louis Ducos du Hauron, Sarah Angelina Acland, os irmãos Lumière e Sergei Prokudin-Gorski

## Técnica
A fotografia colorida pode formar imagens como uma transparência positiva, planejada para uso em projetor de diapositivos ou em negativos coloridos, planejado para uso de ampliações coloridas positivas em papel de revestimento especial. 
A última é atualmente a forma mais comum de filme fotográfico colorido (não digital), devido à introdução do equipamento de fotoimpressão automático.